# Charlie Miller
Charlie Miller (Glasgow, 18 marzo 1976) è un ex calciatore scozzese, che giocava come centrocampista.

## Carriera

### Club
Miller iniziò la carriera con i Rangers ed entrò a far parte della formazione del nine-in-a-row (i nove titoli consecutivi vinti dai Gers), gestita da Walter Smith. Il 17 agosto 1996, quando David Beckham segnò la famosa rete dal centrocampo contro il Wimbledon, indossava gli scarpini di Miller: essi, su cui era incisa la scritta "CHARLIE", furono recapitati a Becks per errore.
Uno stile di vita festaiolo, oltre che una dieta non salutare, sembrarono segnare il declino della carriera di Miller. Nel 1996, fu coinvolto in una rissa in un pub. Assieme a lui, quella sera, ci fu Jimmy Five Bellies Gardner, che fu condannato per aggressione, in seguito all'incidente. Le accuse contro Miller, invece, non furono provate. Nel corso del campionato 1998-1999, passò in prestito al Leicester City. A fine anno, lasciò definitivamente i Rangers e si trasferì al Watford, in cambio di 400.000 sterline. La squadra non raggiunse però la salvezza in Premier League, con uno spazio limitato per Miller. Tornò così in Scozia nel 2000, legandosi al Dundee United, a parametro zero. Debuttò in squadra il 4 novembre, nella sconfitta per 2-1 sul campo del Motherwell. Il 25 novembre segnò la prima rete, su calcio di rigore, sancendo il successo per 3-2 sul Dunfermline.

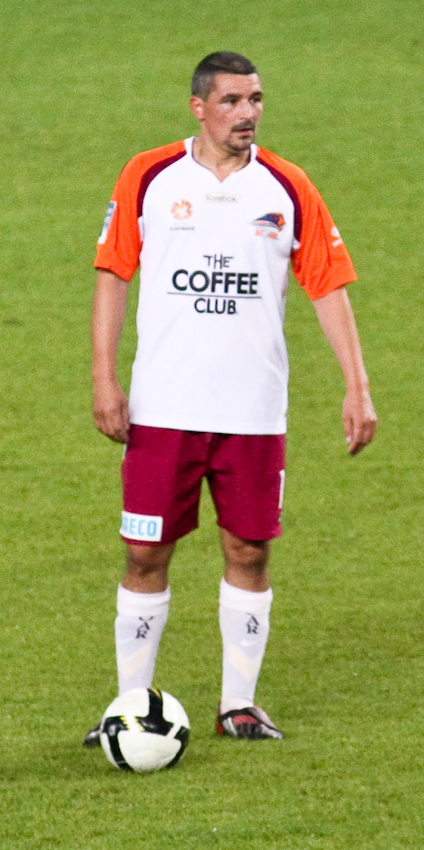
Miller con la maglia del Queensland Roar.

Fu poi ingaggiato dai norvegesi del Brann. Esordì nella Tippeligaen il 25 luglio 2004, schierato titolare nella vittoria per 3-2 sul Molde. Il 3 ottobre segnò la prima rete, che sancì il successo per 1-0 sul Tromsø. Nello stesso anno, la squadra raggiunse la finale di Coppa di Norvegia, dove Miller giocò soltanto i minuti finali dell'incontro, dove il Brann si impose per 4-1 sul Lyn Oslo. Divenne un idolo dei tifosi, per via della sua tecnica e del suo passo. Nonostante questo, non fu mai un titolare inamovibile, per via delle considerazioni fatte a livello difensivo dall'allenatore Mons Ivar Mjelde. Iniziò il campionato 2006 come una delle stelle della Tippeligaen, ma successivamente ha fatto più scalpore ciò che gli succedeva fuori dal campo. Rese chiaro di non essere soddisfatto di essere schierato sulla fascia destra e che avrebbe quindi voluto lasciare il Brann. Attaccò anche Mjelde, reo di preferirgli Martin Andresen nella posizione di centrocampista centrale. Il 29 ottobre rifiutò, al termine della sfida contro lo HamKam, di ritirare la medaglia d'argento per la seconda posizione finale in campionato. Da quel momento, fu ignorato dall'allenatore, che gli consentì di giocare soltanto gli ultimi minuti di un incontro con il Rosenborg, valido per la Royal League 2006-2007, contribuendo con un gol.
Sostenne poi un provino per il Cardiff City, che non gli offrì però un contratto. Il 31 gennaio 2007, rescisse il contratto che lo legava al Brann. Nel mese di febbraio, firmò un accordo, valido fino al termine del campionato, con i belgi del Lierse. Il 27 giugno, rinnovò il legame con la società per tre stagioni, venendo però svincolato meno di un anno dopo.
Il 31 luglio 2008, accettò un contratto biennale offertogli dal Queensland Roar, club di A-League. Il 14 settembre, batté il record di marcature d'inizio stagione, per il campionato australiano, con 4 reti nei primi 4 incontri. Gli fu poi diagnosticata un'ernia, che necessitava di un'operazione chirurgica. Miller tornò in prima squadra il 17 gennaio 2009, contro il Sydney, entrando in campo a partita in corso e fornendo poi l'assist per il terzo gol di Sergio van Dijk. Il 5 dicembre 2009, Miller lasciò la squadra, dopo che il club gli comunicò l'intenzione di non volergli rinnovare il contratto per la stagione successiva.
In seguito, accettò un contratto di breve durata che gli fu proposto dal Gold Coast United. Una volta scaduto anche questo legame, tornò in patria: il 12 novembre 2010 fu infatti reso noto che si sarebbe allenato con lo Ayr United. A febbraio 2011, firmò un accordo con il Clyde, di durata valida fino al termine della stagione. Dopo soltanto 5 apparizioni in squadra, fu svincolato.

### Nazionale
Miller giocò una partita per la Scozia. Fu infatti schierato titolare nel pareggio per 1-1 contro la Polonia, in data 25 aprile 2001. Il commissario tecnico della Nazionale scozzese, Craig Brown, dichiarò dopo l'incontro:
(Craig Brown.)
Brown lasciò l'incarico dopo aver fallito la qualificazione per il campionato del mondo 2002 e fu sostituito da Berti Vogts. Nonostante le parole del capitano Barry Ferguson, che ne voleva la convocazione, il tedesco non gli diede mai una chance.

## Palmarès

### Club

#### Competizioni nazionali
- Campionato scozzese: 5

Rangers: 1992-1993, 1993-1994, 1994-1995, 1995-1996, 1996-1997
- Coppa di Scozia: 2

Rangers: 1992-1993, 1995-1996
- Coppa di Lega scozzese: 2

Rangers: 1992-1993, 1995-1996
- Coppa di Norvegia: 1

Brann: 2004

### Individuale
- Miglior giovane dell'anno della SPFA: 1

1994-1995
- Miglior straniero dell'anno della A-League: 1

2008-2009